# ヘレン・モーガン
ヘレン・モーガン（Helen Morgan、1952年9月29日 - ）は、ウェールズのモデル。1974年、ミス・ワールド世界大会優勝。

## 経歴
1952年9月29日、ヴェール・オブ・グラモーガンカウンティバリーに生まれる。
銀行員として働きながらパートタイムでモデル活動を行う。1974年、Miss WalesおよびMiss United Kingdomで優勝。Miss Walesの出場にはもともと消極的だったが、ある候補者がギリギリのタイミングで辞退したので30ポンドもらい引き受けた。1974年7月21日、ミス・ユニバース1974にウェールズを代表して出場。スペインのアンパロ・ムニョスに次いで準優勝。
1974年11月22日、ミス・ワールド1974に英国を代表して出場。優勝。
ところが、彼女が18か月の子供を持つ未婚の母であるとタブロイドに報道されると、不満を持った他の参加者たちとスポンサーから吊るし上げを受けた。子どもの存在自体はMiss Wales出場のときから隠してはいない。また、ミス・ワールドの規約に違反してもいない（当時は未婚であれば子供がいてもよかった）。主催者サイドは話し合いの結果、ヘレンには王冠をあきらめてもらうことにした。結局1974年11月26日、準優勝のアンナライン・クリエルが王冠を引き継いだ。彼女は、王冠を返上した最初のミス・ワールドである（ミス・ワールド1973のマージョリー・ウォレスは、交際相手との不適切な関係を理由にタイトルを剥奪されている）。
1975年1月、アンパロ・ムニョスがミス・ユニバースの王冠を返上するが、ヘレンは（子どもがいることを理由に）すでに失格となっていたので空位を埋めることはなかった。

### その後
ミス・ワールド以外の称号の使用は許され、銀行を退職、モデルとテレビ・映画の仕事を引き受ける。
1978年、夫のRonny Lambと出会う。1980年代、結婚してサリーカウンティに移る。第二子と第三子を儲ける。
2001年、家族と共にスペインのアンダルシア州マラガ県マルベーリャに移る。
2004年、『Miss Wales 2004』にカメオ出演。